# Moteur V3

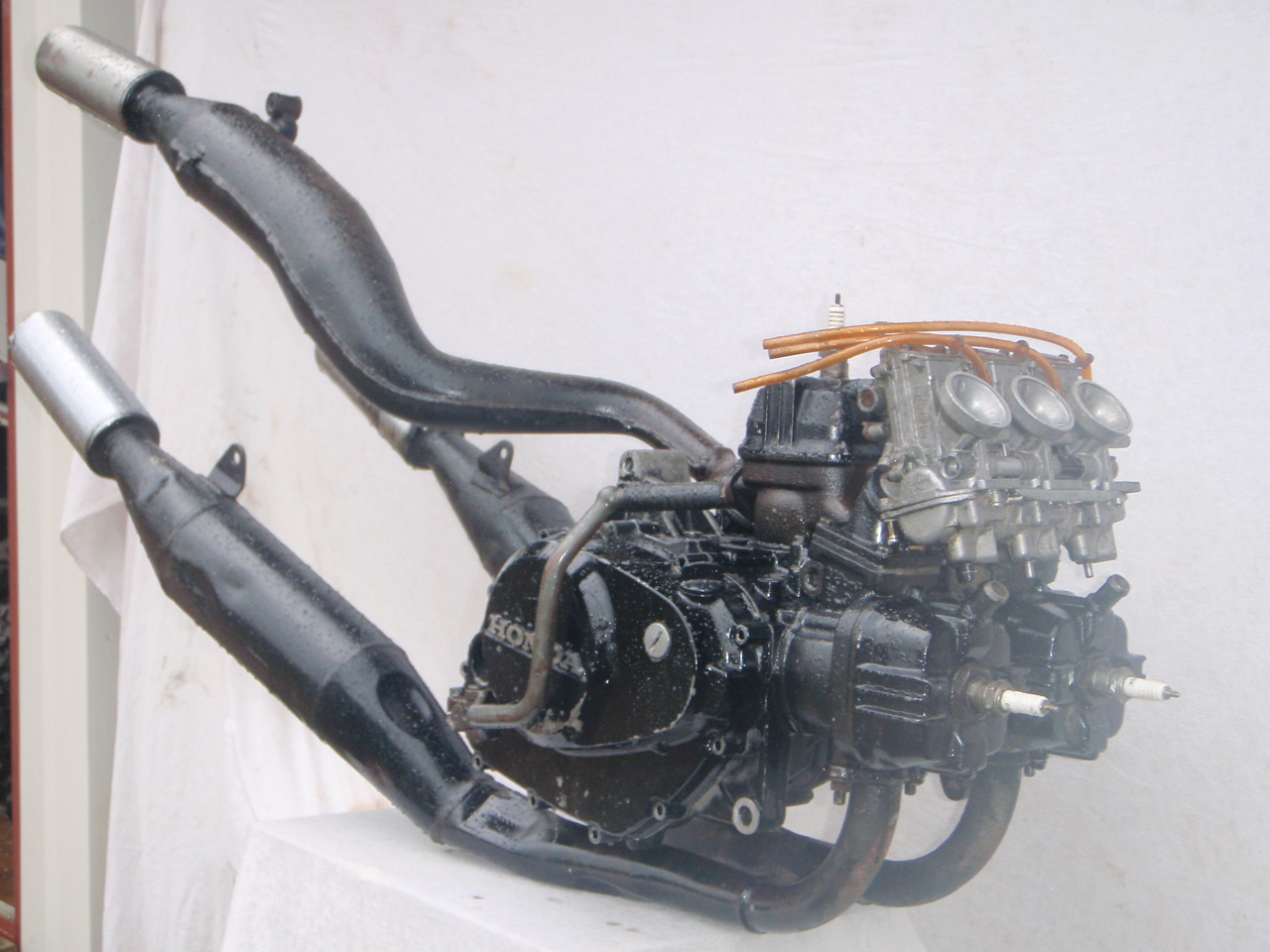
Moteur deux temps Honda MVX250F.

Le moteur V3 est un moteur en V avec deux cylindres dans une rangée et un cylindre dans l'autre rangée. Il s'agit d'une configuration rare, qui a été principalement utilisée dans les moteurs à deux temps pour les motos participant aux courses de Grand Prix.

## Histoire
Le premier exemple est le DKW 350 de 1955. La Suzuki RP68 de 1968 était destinée à concourir lors de la saison 1968, mais un changement de règlementation imposant des moteurs monocylindres l'en a empêché, Honda a ensuite relancé la configuration pour les motos de course Grand Prix NS500/NSR500 de 1982 à 1984. Les motos de sport MVX250F de 1983-1984 et NS400R de 1985-1987 utilisaient également des moteurs V3. En novembre 2024, Honda présente un prototype d'un nouveau moteur V3 couplé à un compresseur électrique.
Une disposition similaire est le moteur W3, bien que celui-ci place les trois cylindres dans le même plan, mais aucun d'entre eux dans la même banque. Ce moteur est utilisé pour le moteur Anzani à quatre temps entre 1905 et 1915 dans le domaine des motos et de l'aviation.